# 마사토시 귄뒤즈 이케다
마사토시 귄뒤즈 이케다(튀르키예어: Masatoşi Gündüz İkeda, 일본어: 池田 正敏 ギュンドゥズ 이케다 마사토시 균두즈[*], 1926년 2월 25일 ~ 2003년 2월 9일)는 일본 태생 터키의 수학자이다. 중동공과대학교 등에 재직하였으며, 많은 업적을 남겼다. 주 연구 분야는 대수적 수론이었다. 터키에서는 이케다의 이름을 딴 '이케다 상'(İKEDA ÖDÜLÜ)도 수여되고 있는데, 2006년 수상자는 유명한 터키 수학자 젬 이을드름이었다.

## 생애
이케다는 1948년 오사카 대학교 수학과를 졸업하고 1953년 동 대학원에서 박사 학위를 취득하였다. 잠시 나고야 대학교와 오사카 대학교에서 강사로 재직하다가, 1957년부터 1959년까지는 독일의 함부르크 대학교에서 헬무트 하세와 공동으로 연구하였다. 1960년에는 터키의 에게 대학교에 왔고, 1961년에 에게 대학교 자연과학부에 임용되었다. 1964년 터키로 귀화하였으며, 에게 대학교에서 1965년 부교수, 1967년 교수가 되었다. 1968년 중동공과대학교로 자리를 옮겨 정교수로 재직하다가 국내의 하젯테페 대학교, 국외의 미국의 프린스턴 고등연구소나 요르단의 야르무크 대학교, 북키프로스의 동지중해 대학교 등지에서 연구하기도 했다. 이 밖에도 여러 연구소에서 근무하였다.
이케다는 대수학과 수론에 기여한 업적을 인정받아 1979년 터키 과학기술 연구위원회(TÜBİTAK)에서 주는 터키 과학기술 연구위원회 상을 받았다.